# Kaliforniens delstatslegislatur
Kaliforniens delstatslegislatur (engelska: California State Legislature) är den amerikanska delstaten Kaliforniens lagstiftande församling som utgör den lagstiftande makten i delstatsstyret och består av två kammare: Kaliforniens delstatsförsamling (engelska: California State Assembly) och Kaliforniens delstatssenat (engelska: California State Senate).
Demokratiska partiet har sedan 2018 kvalificerade majoriteter i båda kamrarna.

## Översikt
USA erövrade Kalifornien från Mexiko under Mexikansk-amerikanska kriget, vilket fastställdes i freden i Guadalupe Hidalgo 1848. Kalifornien upptogs som en fullvärdig delstat i samband med 1850 års kompromiss. Sacramento har varit delstatens huvudstad sedan 1854. 
I delstatslegislaturen får en ledamot inte tjänstgöra mer än sammantaget 12 år i båda kamrar under sin livstid.

### Delstatsförsamlingen
Den lägre kammaren, delstatsförsamlingen, består av 80 ledamöter från 80 distrikt som tjänstgör i mandatperioder om två år.

### Delstatssenaten
I den övre kammaren, delstatssenaten, finns 40 ledamöter (senatorer) från 40 distrikt som tjänstgör i mandatperioder om 4 år.
Kaliforniens viceguvernör (engelska: Lieutenant Governor of California) fungerar som delstatssenatens president (talman), men har enbart en avgörande röst då det är oavgjort i en omröstning.

### Byggnaden
California State Capitol uppfördes i nyklassicistisk stil mellan 1860 och 1874. Båda kamrarna har sina sammanträden i Sacramento, inne i California State Capitol, som även inhyser guvernörens kontor.

## Galleri

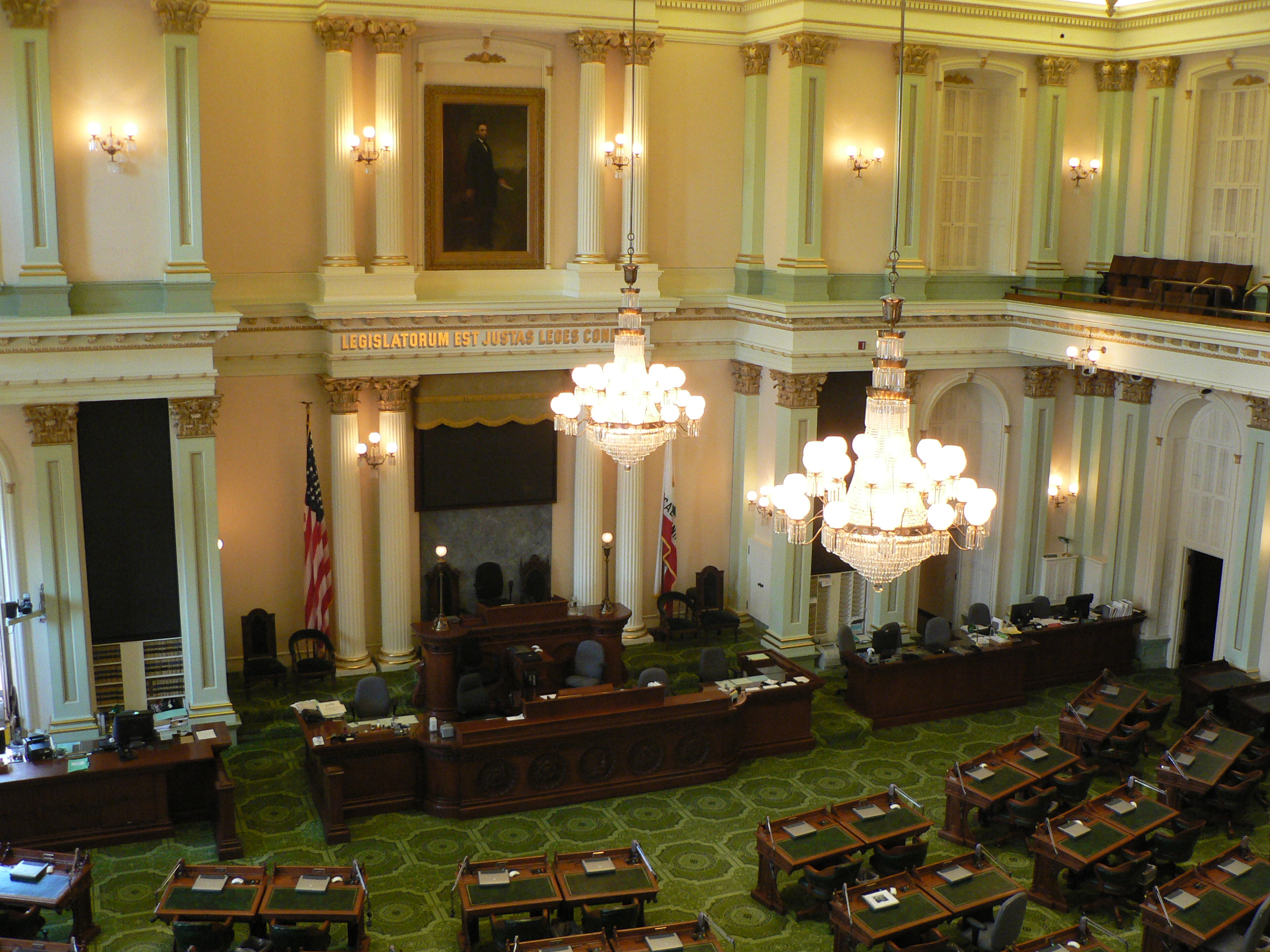
Delstatsförsamlingens sammanträdessal.
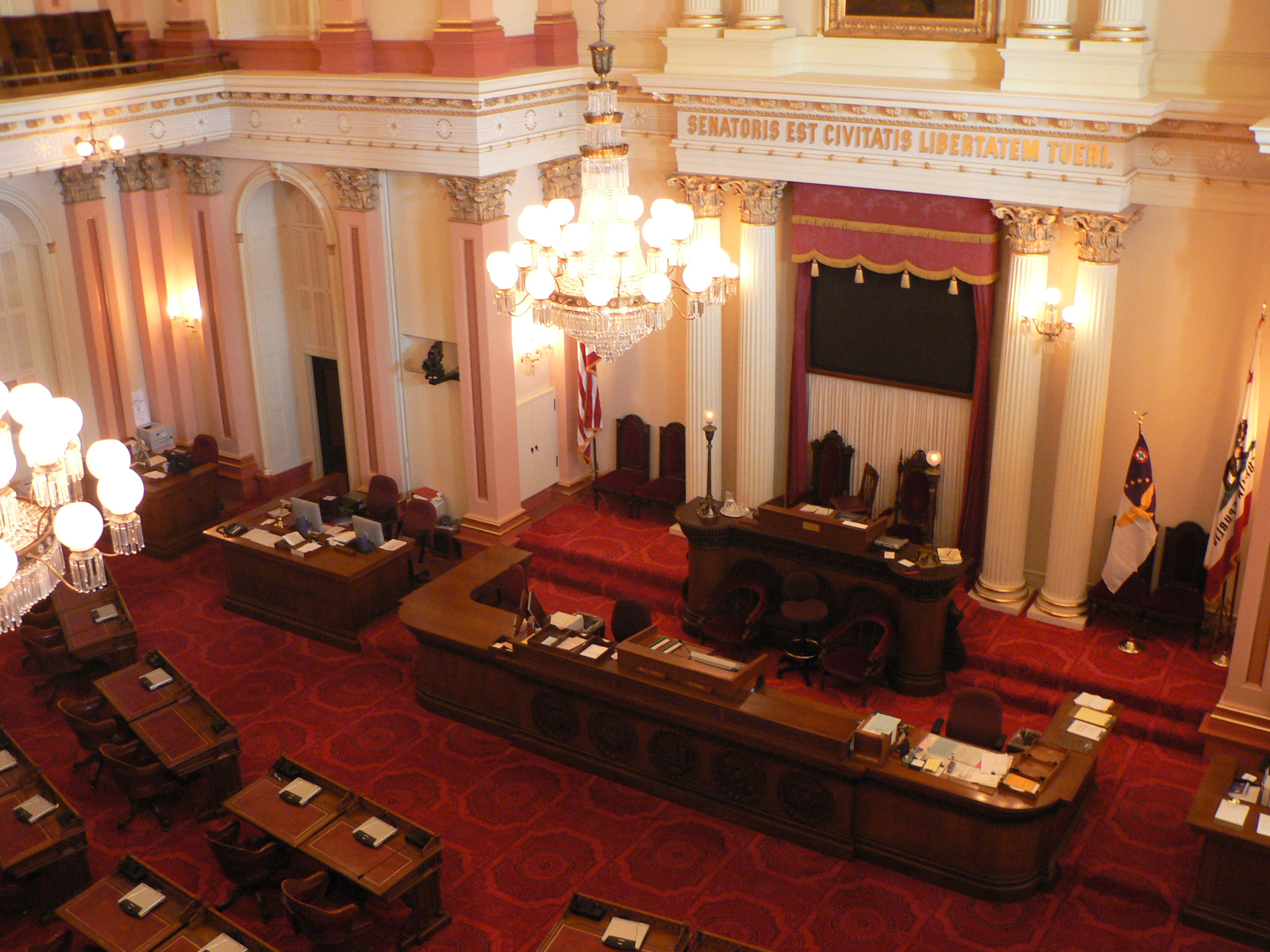
Delstatssenatens sammanträdessal.
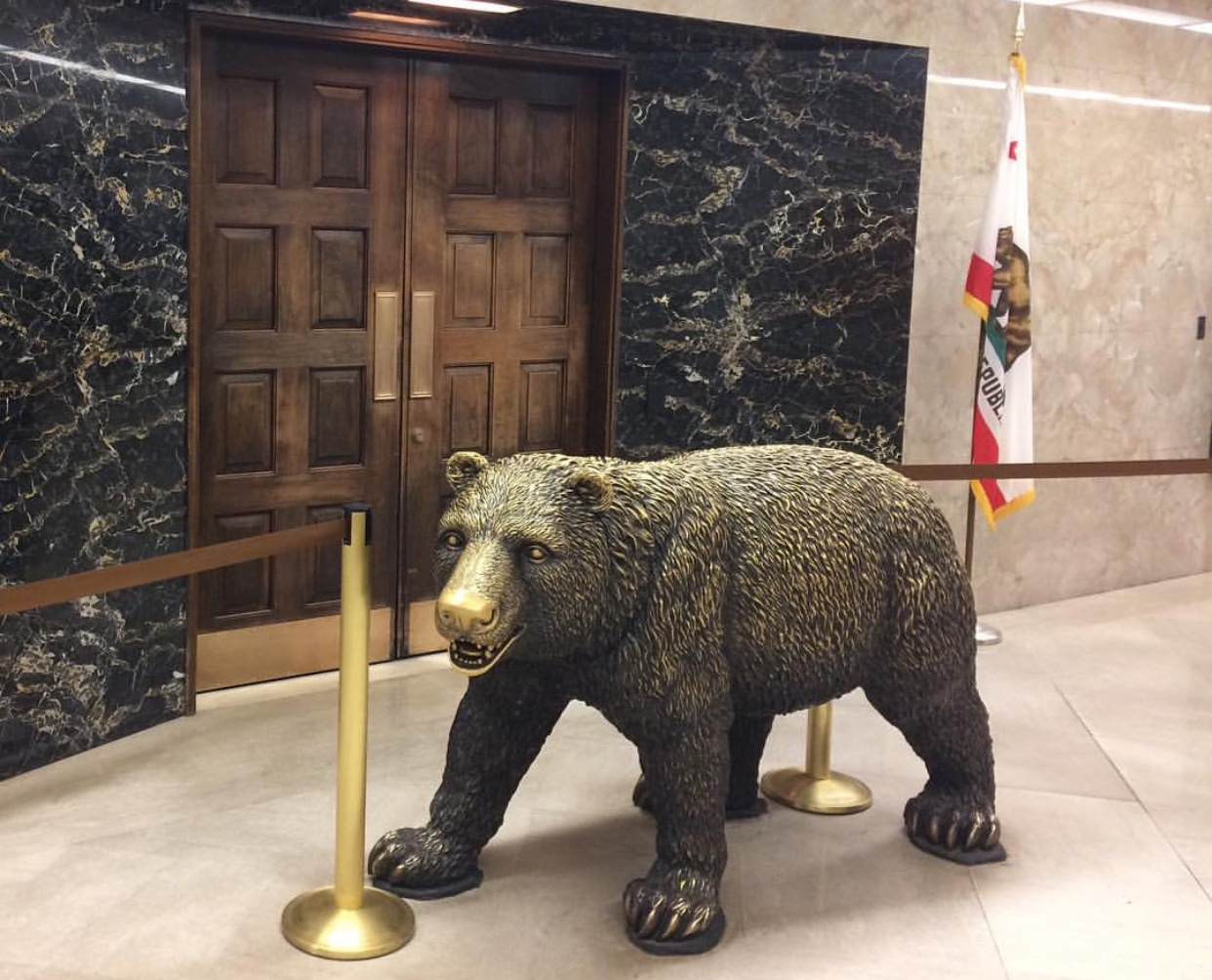
Grizzlybjörn är en symbol (delstatsdjur) för delstaten och förekommer på flaggan.
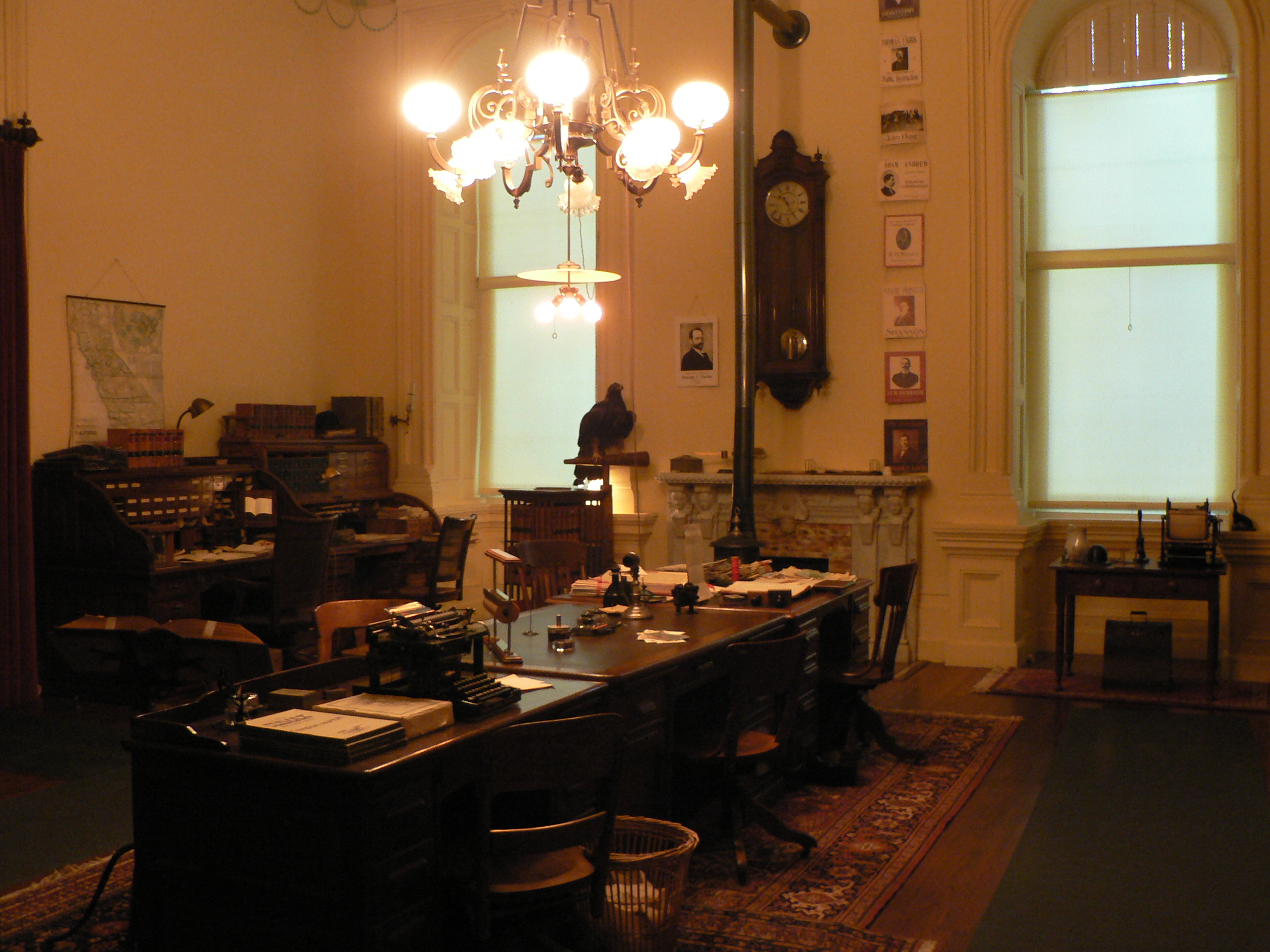
Återskapad version av hur tjänsterummet för Kaliforniens statssekreterare såg ut år 1902 i California State Capitol Museum.